# C1W (原子炉)
C1Wはアメリカ海軍の水上艦艇向け発電・推進用原子炉である。他のアメリカ海軍の原子炉と同様、加圧水型軽水炉である。
型式名のC1Wは以下のような意味である。
- C = 巡洋艦用
- 1 = 設計担当メーカにおける炉心設計の世代
- W = 設計担当メーカ（ウェスチングハウス）

世界初の原子力巡洋艦である「ロングビーチ」（CGN-9）に搭載された。C1Wは唯一の巡洋艦用原子炉（2基の原子炉がそれぞれ2基の蒸気タービンを駆動する）で、これ以降は巡洋艦であってもDタイプ（駆逐艦用）の原子炉が搭載されている。
C1Wを搭載した「ロングビーチ」は1961年9月に就役し、1995年5月に退役した。その間、「ロングビーチ」のC1W原子炉は3度の燃料交換を行い、第1世代と第2世代の炉心は平均9.5年、長寿命炉心に換装された第3世代は13年間稼働した。
退役後、2002年9月25日から原子力艦再利用プログラムに従って廃棄・解体処分が進められ、2012年7月12日に処分が完了した。